# Aeroportul Inverness
Aeroportul Inverness (IATA: INV, ICAO: EGPE) este un aeroport din Highland, Scoția, Regatul Unit ce deservește zona Inverness. Aeroportul a fost tranzitat în 2022 de 699.982 de pasageri. A fost deschis în 1947 și numit după zona deservită.
Situat la o altitudine de 10 m, aeroportul dispune de 2 piste. Este operat de Highlands and Islands Airports⁠(d).

## Infrastructură

### Piste
Aeroportul dispune de 2 piste. Pista 05/23 are suprafața de asfalt și dimensiunile 1.887 m × 46 m. Pista 11/29 are suprafața de asfalt și dimensiunile 700 m × 18 m. 